# 松島慧
松島 慧（まつしま さとし、1983年7月1日 -）とは、地方競馬の荒尾競馬場に所属していた元騎手である。熊本県荒尾市出身、血液型O型。地方競馬教養センター騎手課程第75期生。
所属厩舎の松島壽調教師は実父。勝負服の柄（黄、胴紫格子、袖紫二本輪）は父が騎手時代に使用していたものと同じである。

## 来歴
2002年3月31日付けで地方競馬騎手免許を取得。レース初騎乗は同年4月9日、荒尾競馬第1競走（アラブ系B3一般戦）で、騎乗馬はツキガタマルゼン（9頭立て4番人気9着）。同年4月16日、荒尾競馬第4競走（サラブレッド系C2一般戦）にてゴールドキャッスル（10頭立て1番人気）に騎乗し初勝利を挙げる。
2005年3月21日、高知競馬場で行われた第19回全日本新人王争覇戦に出場し、11人中3位となる。
2006年、地方競馬通算100勝達成。
2007年1月1日、荒尾競馬第9競走の第29回門松賞でドリームインラブに騎乗し優勝（8頭立て2番人気）、重賞初制覇となる。
2008年10月1日、荒尾競馬第7競走（サラ系C-24組条件戦）にてルンバメモリー（7頭立て1番人気）に騎乗し、地方競馬通算200勝を達成。
2011年12月23日、荒尾競馬場が廃止されるとともに、他の競馬場に移籍することなく騎手を引退した。

## 通算成績
地方競馬における通算成績は3413戦333勝・2着344回・3着330回・勝率9.8%・連対率19.8%である。